# Services de police de Rochester et du comté de Monroe
Les services de police de Rochester et du comté de Monroe ont leur siège à Rochester, ville et chef-lieu du comté de Monroe. il s'agit du Rochester Police Department (RPD), ayant pour juridiction la ville, et du Monroe County Sheriff Department, responsable de la police dans le reste du comté.

## Rochester Police Department
Le Rochester Police Department (RPD) est chargé de faire respecter les lois de la ville, votées par la mairie de Rochester, et de réprimer les crimes et délits. 

### Historique
Le Rochester Police Department (RPD) est fondé le 28 décembre 1919. 

### Organisation
Le RPD emploie 850 personnes, divisés entre agents assermentés et personnels administratifs ou techniques, qui sont répartis entre 3 divisions et 2 bureaux. 

### Armement individuel et collectif
L'arme de service est le pistolet Beretta Px4 calibre .45ACP (11,43 mm) depuis 2008. Le RPD est client de la firme italienne depuis la fin des années 1980, ayant adopté le Beretta 92 puis le Beretta 8045. Un fusil à pompe Remington 870 (calibre 12) équipe chaque voiture de patrouille, à titre d'armement pour les situations délicates[réf. nécessaire].